# Großdraxdorf
Großdraxdorf ist ein Weiler der Stadt Berga-Wünschendorf im Landkreis Greiz in Thüringen.

## Lage und Verkehr
Großdraxdorf ist ein Angerweiler. Er liegt in einem waldreichen Gebiet auf dem Hochplateau 320 Meter über NN an der Weißen Elster. Im Weiler sind 15 Häuser mit 30 Einwohnern besetzt. Die Ortschaft ist über eine schmale Kreisstraße einseitig an die Landesstraße 2336 angeschlossen, nächster Ort ist in gut 2,5 Kilometern Entfernung der Bergaer Stadtteil Wernsdorf. An den ÖPNV ist Großdraxdorf nicht angebunden.

## Geschichte
Am 4. Oktober 1209 wurde der Weiler erstmals urkundlich erwähnt. Der Dorfanger ist mit drei Vierseitenhöfen bebaut.
In der Nähe des Ortes befindet sich der Dachshügel, mit seinen auffälligen Resten einer früheren Wallburg das größte Bodendenkmal des nördlichen Vogtlandes. Dort war wohl auch das gleichnamige Adelsgeschlecht von 1274 bis 1506 sesshaft.
Im Nordwesten des Ortes am rechten Elsterufer befand sich einst das Lochgut, ein Vierseitenhof, wovon sich die Bezeichnung für den Lochguttunnel auf der Elstertalbahn ableitet.

## Naturdenkmäler

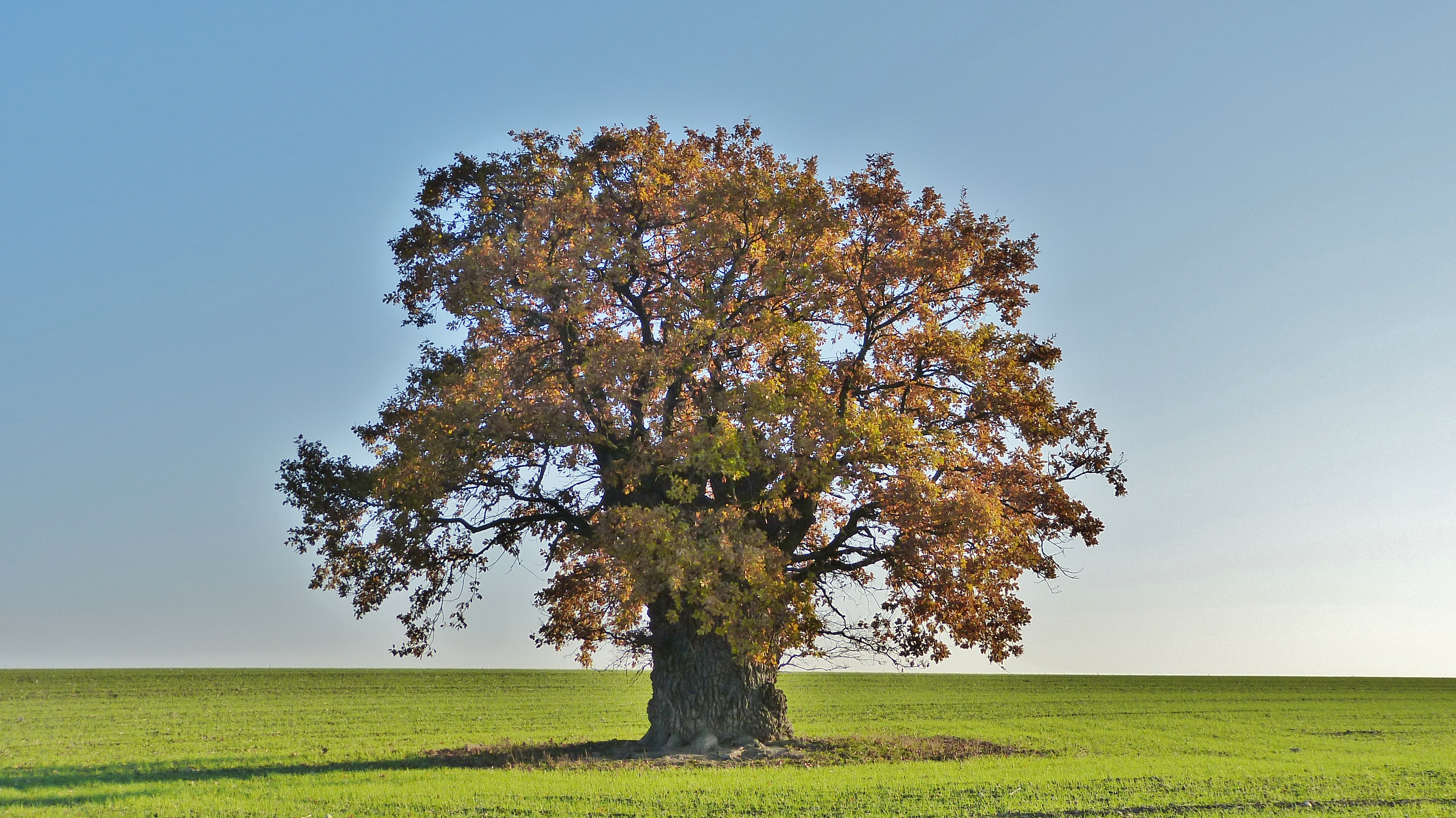
Wacheiche Großdraxdorf

- Eiche auf dem Dachshügel mit einem Brusthöhenumfang 6,07 m (2016).[4]